# Retablo mayor de la catedral de Sevilla

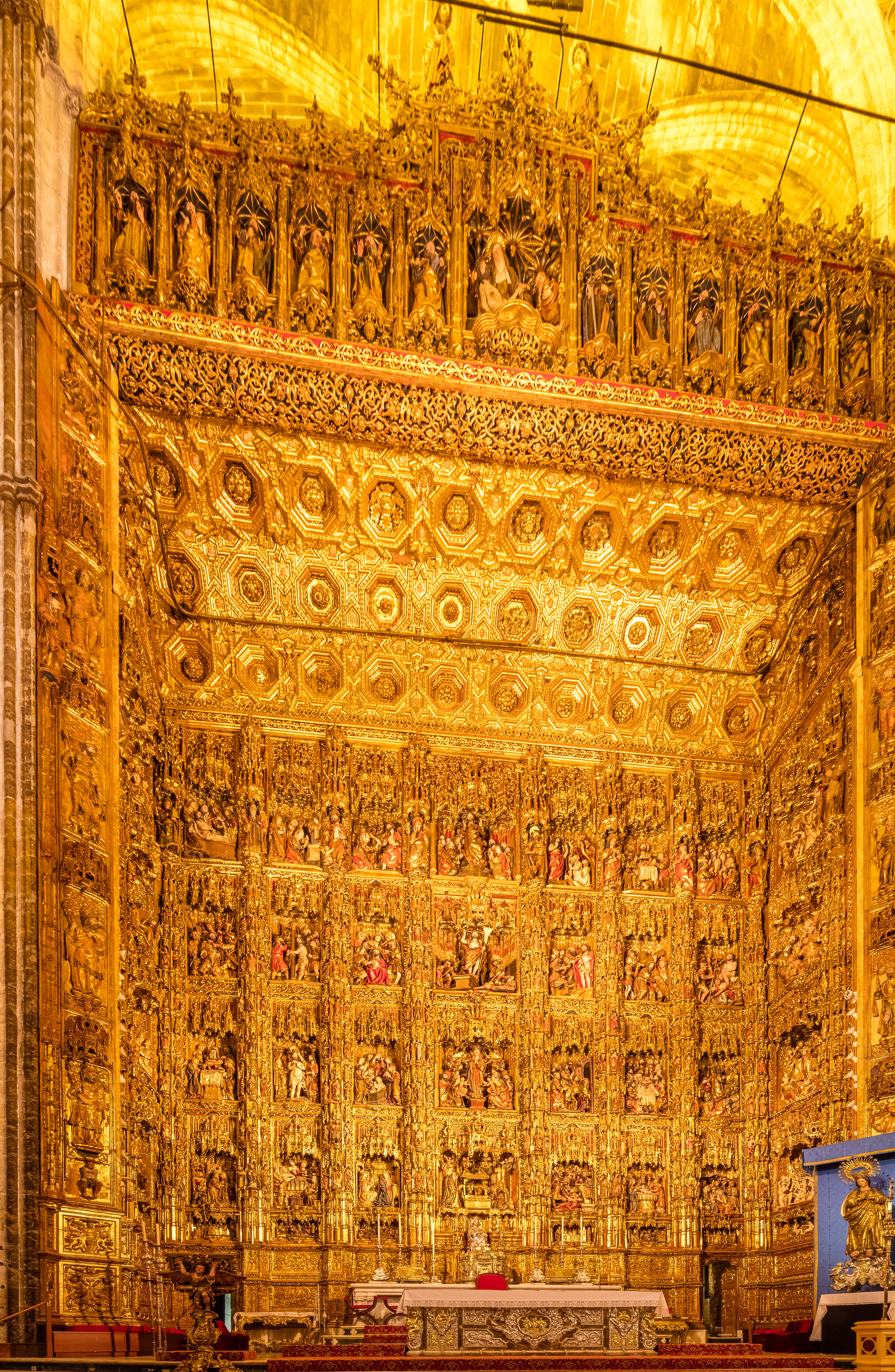
Retablo Mayor de la Catedral de Sevilla.

El retablo mayor de la catedral de Sevilla es una gigantesca obra de arte que fue comenzada por el escultor hispano-flamenco Pedro Dancart en 1481. Está considerado el mayor retablo de la cristiandad, con 26 metros de alto, 18 de ancho y 5 de profundidad y más de 400 m2 de superficie. Describe varios pasajes evangélicos, descritos en más de 200 imágenes, elaboradas en nogal y castaño por lo que se pudiera denominar "El evangelio de madera más grande del mundo", por lo que tenía una función didáctica y evangelizadora muy efectiva.
Se lee por filas horizontales llamados cuerpos y de abajo hacia arriba, y la que se lee de arriba hacia abajo es el cuerpo central que es un poco más ancho que el resto.
Las figuras van creciendo de tamaño de abajo hacia arriba, para mantener un perspectiva visual coherente; y la razón de tanto detalle, es pensando más que en el ojo humano, en el ojo divino.
Se inició la construcción en 1482 y se realizó a lo largo de más de 80 años, quedando totalmente finalizado en 1564. En él trabajaron de forma sucesiva diversos artistas españoles y extranjeros, entre ellos Alejo Fernández, Jorge Fernández, Roque Balduque, Juan Bautista Vázquez el Viejo y Pedro de Heredia.

## Historia y descripción

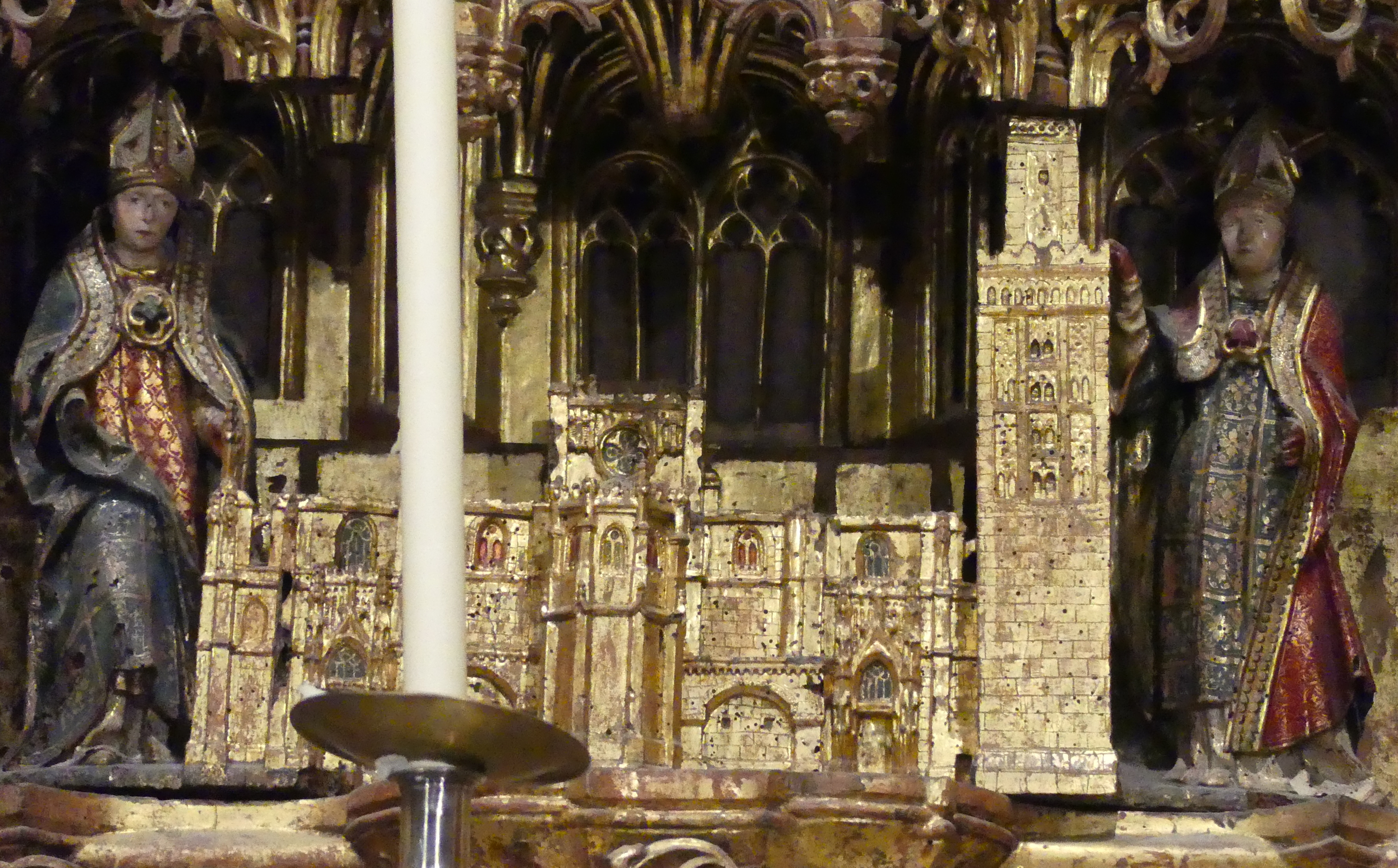
Catedral de Sevilla con San Isidoro y San Leandro en el banco del retablo mayor. Se aprecia la torre cuando aún no estaba construido el remate superior.

El 19 de abril de 1480 el cabildo catedralicio acordó comunicar por carta a Dancart su nombramiento como maestro mayor de las obras de carpintería de la catedral. El 23 de octubre de 1481 se acuerda fijar un salario para este escultor y ofrecerle las dependencias el Colegio de San Miguel para que instalase su taller. En este lugar estaría ubicada la "Casa Talla" y las viviendas de los operarios, aunque los maestros vivían en la calle Cuernos (hoy del Aceite).
Pedro Dancart fue el primer diseñador del retablo mayor.
En noviembre de 1481 se acordó pagar al artista para que adquiriese maderas para el futuro retablo mayor. El 26 de agosto de 1482 se produjo primera entrega procedente de Flandes, ya que consta que se encargó al mayordomo de fábrica que facilitase carros y hombres para transportar la madera desde el puerto hasta el taller.
El 11 de septiembre de 1482 los canónigos Luis Sánchez y Juan de Saavedra fueron comisionados para ver y debatir dónde se debía de labrar el retablo. El 21 de octubre de este año fueron comisionados varios miembros del cabildo para que contactasen con los maestros y debatiesen lo que, según ellos, se debía hacer. El 13 de noviembre se ordenó al mayordomo de fábrica que pagase a Dancart a cuenta del retablo que debía de hacer y, seis días después, se acordó abonarle en diciembre más fondos para gastos que el artista tenía que adelantar de su bolsillo.
El 16 de marzo de 1485 consta un pago a Dancart a cuenta de un flete de madera embarcada de Coria del Río a Sevilla y el 21 de abril de 1486 consta otro pago para la adquisición de madera de bornes. En 1488 parece que el escultor ya había fallecido. El 14 de abril de 1488 una comisión integrada por el arcediano de Écija, Fernando García de Bobadilla, el doctor Alonso Ponce y el licenciado imperial pasaron a inspeccionar lo que hasta ese momento se había labrado del retablo.
Posteriormente, llegó un nuevo tallista, llamado maestre Marco, oriundo de Flandes, para trabajar en el retablo. Para afrontar este compromiso laboral debió contar con la fianza que le otorgaron el 24 de septiembre de 1489 el escultor Pedro Dancart y el pintor Antón Sánchez de Guadalupe, ya que carecía de bienes para garantizar el cumplimiento del encargo.
En 1498 Marco recibió algunos pagos, quizás por continuar con el retablo diseñado por Dancart. Sin embargo, hay constancia de que este maestro tuvo otros encargos los primeros años del siglo XVI, lo que habría provocado la ralentización de su avance en este retablo.
En 1504 llegó a Sevilla como arzobispo fray Diego de Deza, destacado teólogo y testamentario de Isabel la Católica. El 22 de julio de 1507 el cabildo mencionó el retablo. A principios de enero de 1508 el cabildo acordó llamar al pintor Alejo Fernández y al escultor Jorge Fernández, que se encontraban en Córdoba. Es posible que Deza, siendo obispo de Jaén, hubiera visto trabajar a estos artistas en el Monasterio de San Jerónimo de Baeza en 1497. Ambos artistas debieron llegar a Sevilla a finales de enero de 1508 y el 26 de ese mes se comisionó a dos capitulares para que contratasen con el pintor y el imaginero el retablo mayor de la catedral. El impulsor de esta contratación fue el arzobispo. El 28 de enero se contrató con ellos la ejecución de la obra ante el notario apostólico García Hernández. Aunque ambos artistas regresaron a Córdoba, volvieron a Sevilla al mes siguiente. Se hizo acopio de materiales en febrero y el 10 de marzo se evaluó el estado en que se encontraba el proyecto del retablo.
Antes de encargarse del retablo, el 15 de mayo de 1508 se encargó a Jorge y a Alejo la escultura y pintura de la viga que se iba a poner en el crucero. Jorge Fernández llevó a cabo la tarea entre 1509 y 1512. En ella, Jorge Fernández plasmó la Quinta Angustia y el apostolado.
El 7 de mayo de 1511 los capitulares acordaron pagar al maestro mayor del templo por "dar horden como se haga el modelo del altar mayor", por lo cual se abonaron 7500 maravedís en el mes de septiembre. Este encargo y esta elevada cifra dan a entender que lo que se había pedido es la elaboración de una traza o maqueta para la finalización del retablo mayor, responsabilidad compartida por Alejo y Jorge Fernández. Los pagos son "a los que fizieron el modelo" y hay un abono a Alejo "por las muestras que fizo para el retablo y para las rejas".
La caída del cimborrio el 28 de diciembre de 1511 debió ralentizar la ejecución de la obra. Esto vino acompañado de nuevos proyectos para la reorganización del presbiterio, que duraron hasta 1520.
Después de 1520 se fueron sucediendo continuos desembolsos para la terminación de la obra del retablo. Se puso en marcha, sobre todo entre 1523 y 1526 (año de la boda del emperador Carlos V en Sevilla), un nutrido equipo de tallistas y ensambladores a cargo de Jorge Fernández en el cual estaban Francisco de Ortega, Gómez de Horozco y Sebastián Rodríguez. La Quinta Angustia y el apostolado realizados por Jorge Fernández en la viga, pasaron a constituir, por acuerdo capitular del 15 de enero de 1526, el ático del nuevo retablo.
El dorado y el estofado fueron realizados por Alejo Fernández y por Andrés de Covarrubias. A principios del siglo XVI el micer Domingo (Domenico Alexandro) realizó varias figuras.
En 1550 el cabildo decidió añadir dos calles laterales a cada lado situadas en ángulo recto junto a lo realizado. Esta ampliación supuso la necesidad de tallar 16 nuevos relieves con escenas del antiguo y el nuevo testamento, por lo que el número de relieves principales ascendió a 44. Esta segunda fase se inició en 1550 y fue completada en 1564. En 1551 participaron Roque Balduque, Pedro Becerril, Juan de Villalba y Diego Velázquez (no confundir con el pintor del siglo XVII). En 1552 participó Pedro Bernal. En 1553 llamaron a Juan Reclid y a Luis del Águila, que residían en Jaén, para tasar lo que los anteriores maestros habían realizado. En 1554 participaron Pedro de Heredia, Juan López, Andrés López del Castillo. En 1555 los hijos de Andrés López del Castillo: Nufrio de Ortega y Juan de Palencia. En 1561 participó Juan Bautista Vázquez. Algunos de los maestros anteriormente nombrados colaboraron en otras ocasiones hasta 1564.
El conjunto se completa con un dosel a modo de techo, en el centro del mismo se encuentra una piedad flanqueada por representaciones de los apóstoles. En la cúspide del monumental retablo se sitúa un antiguo cristo crucificado del siglo XIV que se conoce como Cristo del Millón. En la parte más baja del retablo, en el centro del banco, está ubicada la antigua talla de la Virgen de la Sede, del siglo XIII, que le da nombre al templo.
Debajo de la Virgen de la Sede hay un sagrario de plata. Este sagrario fue realizado por Francisco de Alfaro en 1593. Es un recipiente de forma semielíptica con varios relieves figuras de profetas debajo y de ángeles arriba.
Según el historiador del arte José Gestoso y Pérez:

El espíritu se abisma al considerar el prodigioso alarde de trabajo material y de inventiva que representa aquel verdadero mundo del arte, sus colosales proporciones, el esmero y delicadeza de su talla, los infinitos promenores con los que está enriquecido, que se escapan a la más penetrante mirada, y el exquisito gusto que en toda la obra se advierte, producen un verdadero asombro.

La capilla donde se encuentra el retablo está cerrada por una gran verja de hierro forjado y dorado costeada por el arzobispo Diego de Deza. Fue fabricada en la primera mitad del siglo XVI. Esta reja es la principal obra del fraile y rejero Francisco de Salamanca, que fue un religioso dominico. La realizó con la ayuda de su compañero Juan de Yepes y de su discípulo Antonio de Palencia. Esta reja consta de tres cuerpos. El cuerpo inferior tiene seis columnas corintias. Sobre los intercolumnios hay unas molduras ornamentales y un círculo central con el rostro de Jesús. El segundo cuerpo tiene seis columnas más estilizadas, sobre las cuales hay una fraja de círculos con personajes bíblicos. Encima de esta franja hay una representación del Santo Entierro.
En dos flancos laterales de la capilla hay otro par de rejas del siglo XVI. El artesano conquense Sancho Muñoz las diseñó y comenzó a fabricarlas junto con Juan de Yepes en 1518. Fueron finalizadas por Diego de Idobro en 1523. Constan de un par de cuerpos con pilastras, separados por motivos ornamentales.

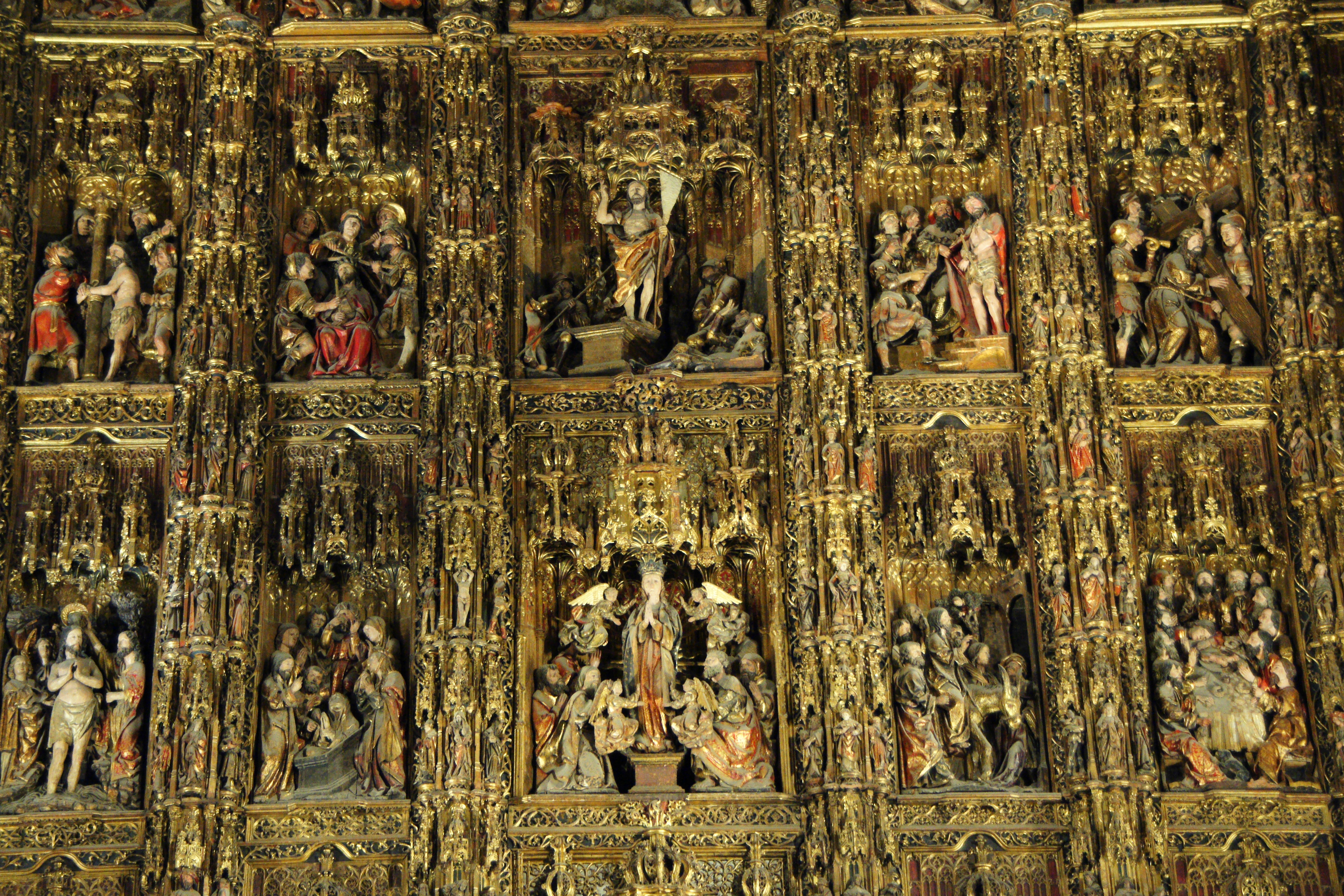
Detalle del retablo.

## Escenas representadas

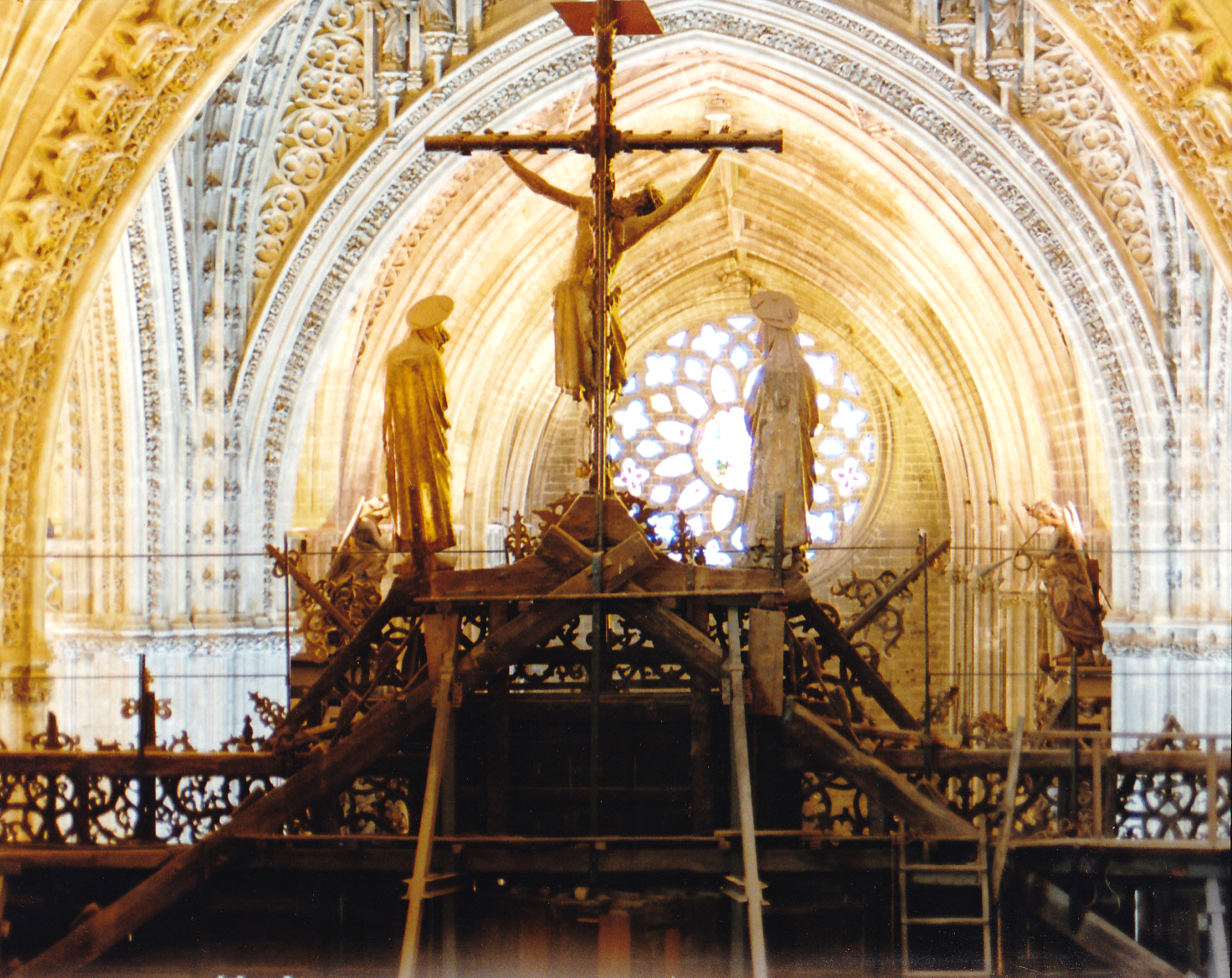
Detalle del Calvario que corona el retablo.

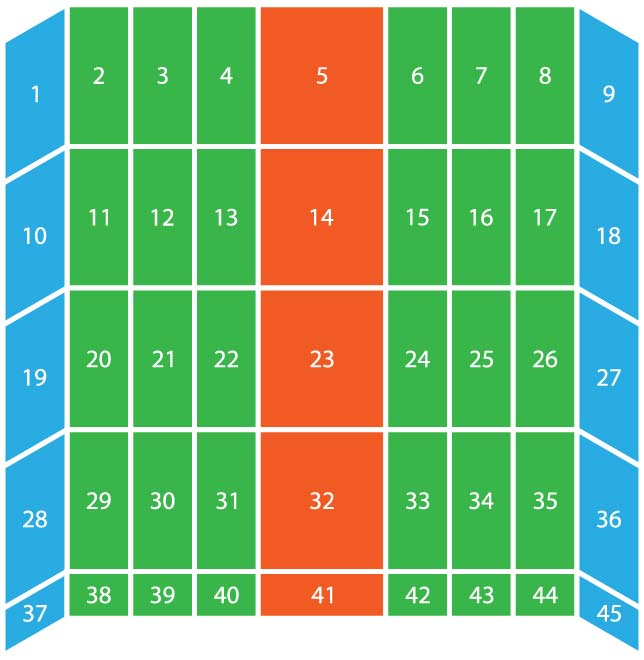
Distribución de las escenas en el retablo.

- 1. Santa María Magdalena unge los pies de Jesús.[7]
- 2. El entierro de Cristo.[7]
- 3. Las Tres Marías en el sepulcro.[7]
- 4. María Magdalena a los pies de Cristo Resucitado.[7]
- 5. La Ascensión de Cristo.[7]
- 6. Limbo.[7]
- 7. La cena de Emaus.[7]
- 8. La venida del Espíritu Santo en Pentecostés.
- 9. Conversión de San Pablo.[7]
- 10. Transfiguración de Jesús.[7]
- 11. Prendimiento de Jesús.[7]
- 12. La flagelación.[7]
- 13. La coronación de espinas.[7]
- 14. Resurrección de Jesucristo.[7]
- 15. Ecce Homo.[7]
- 16. Jesús carga con la Cruz camino del Calvario.[7]
- 17. El expolio.[7]
- 18. Expulsión de los mercaderes del Templo.[7]
- 19. Jesús entre los doctores.[7]
- 20. Presentación de Jesús en el Templo.[7]
- 21. El Bautismo de Jesús.[7]
- 22. Resurrección de Lázaro.[7]
- 23. Asunción de la Virgen.[7]
- 24. Entrada de Jesús en Jerusalén.[7]
- 25. La Última Cena.[7]
- 26. Oración en el Huerto de los Olivos.[7]
- 27. Multiplicación de los panes y los peces.[7]
- 28. Huida de la Sagrada Familia a Egipto.[7]
- 29. El abrazo de San Joaquín y Santa Ana.[7]
- 30. El Nacimiento de la Virgen.[7]
- 31. Anunciación.[7]
- 32. Nacimiento de Jesús.[7]
- 33. La Matanza de los Inocentes.[7]
- 34. La Circuncisión de Jesús.[7]
- 35. Adoración de los Reyes.[7]
- 36. Juicio Final.[7]

### Banco
- 37. Creación de la mujer.[7]

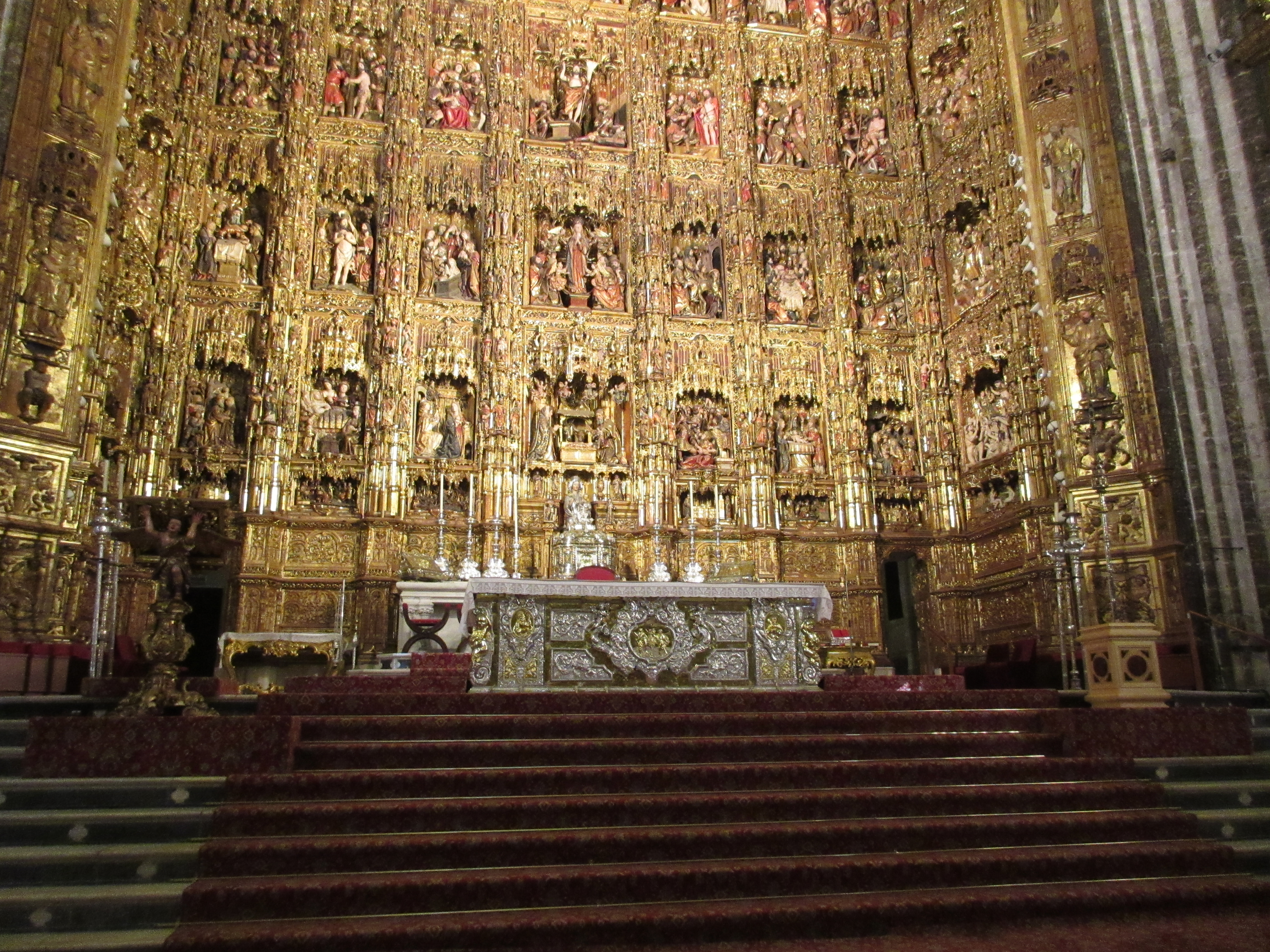
Parte inferior del Retablo mayor de la catedral de Sevilla.

- 38. Vista de Sevilla desde occidente.[7]
- 39. Martirio de los Santos Servando y Germán.[7]
- 40. Martirio de un santo.[7]
- 41. Virgen de la Sede.[7]
- 42. Vista de la Catedral de Sevilla con San Isidoro y San Leandro.[7]
- 43. Martirio de un santo.[7]
- 44. Vista meridional de Sevilla con las Santas Justa y Rufina.[7]
- 45. El pecado original y expulsión del paraíso.[8]

## Galería de imágenes

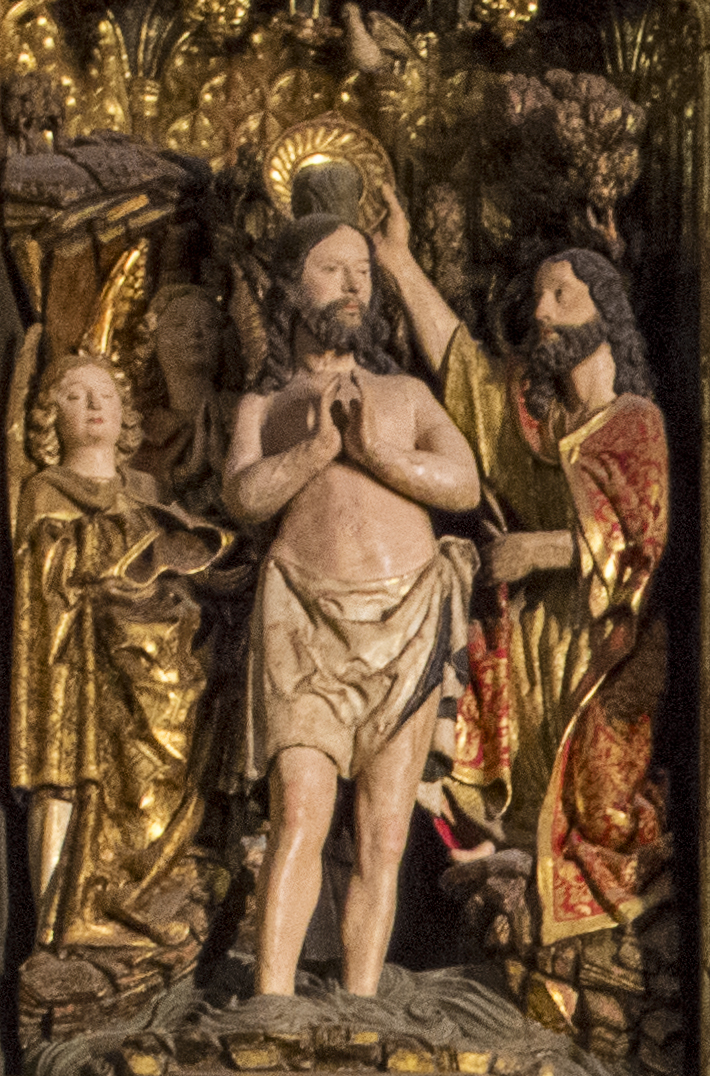
El bautismo de Cristo (21)
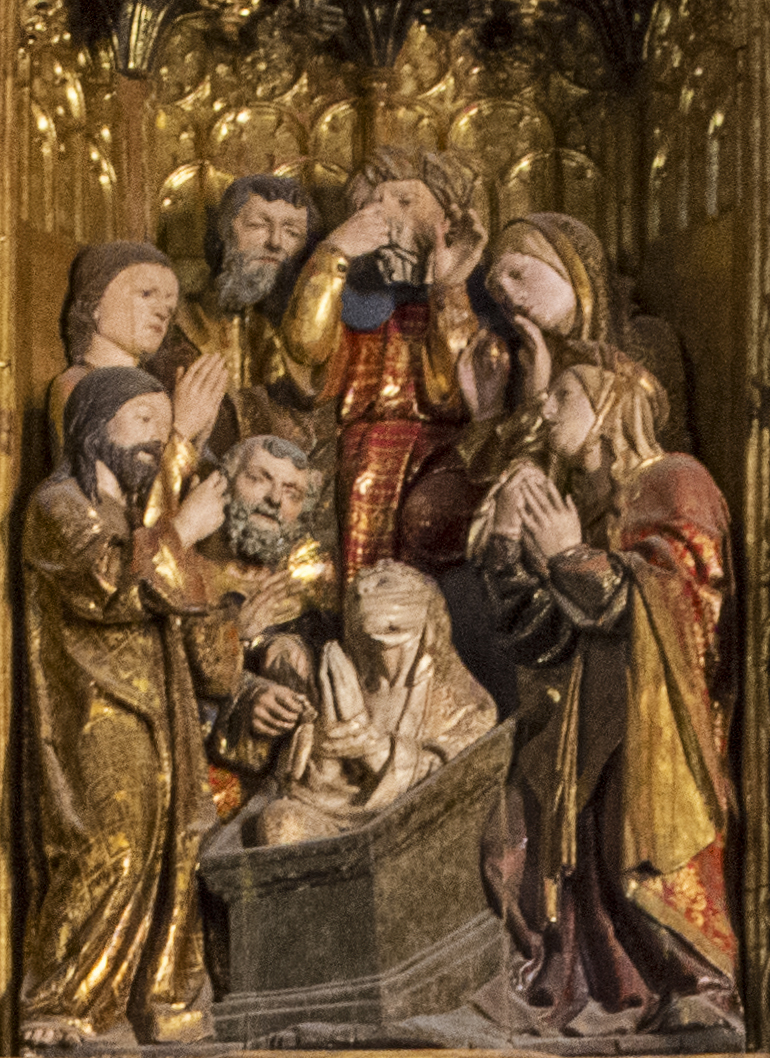
Resurrección de Lázaro (22)
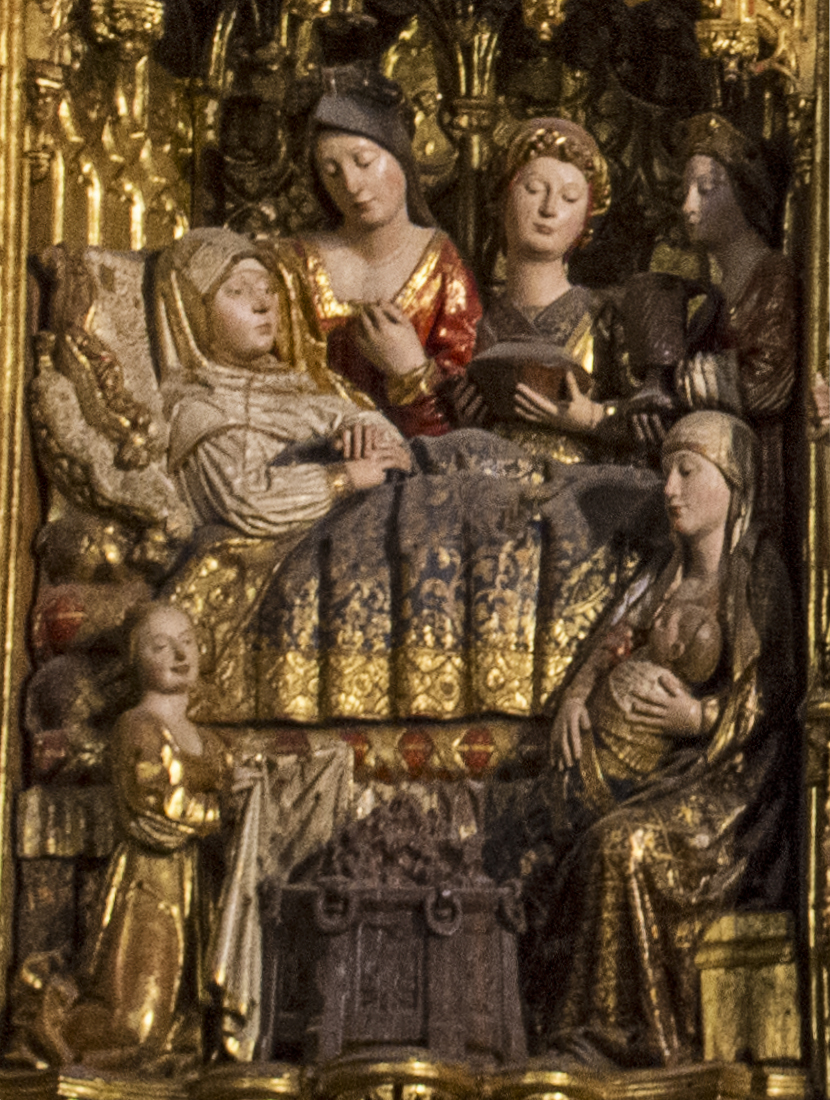
Nacimiento de la Virgen (30)
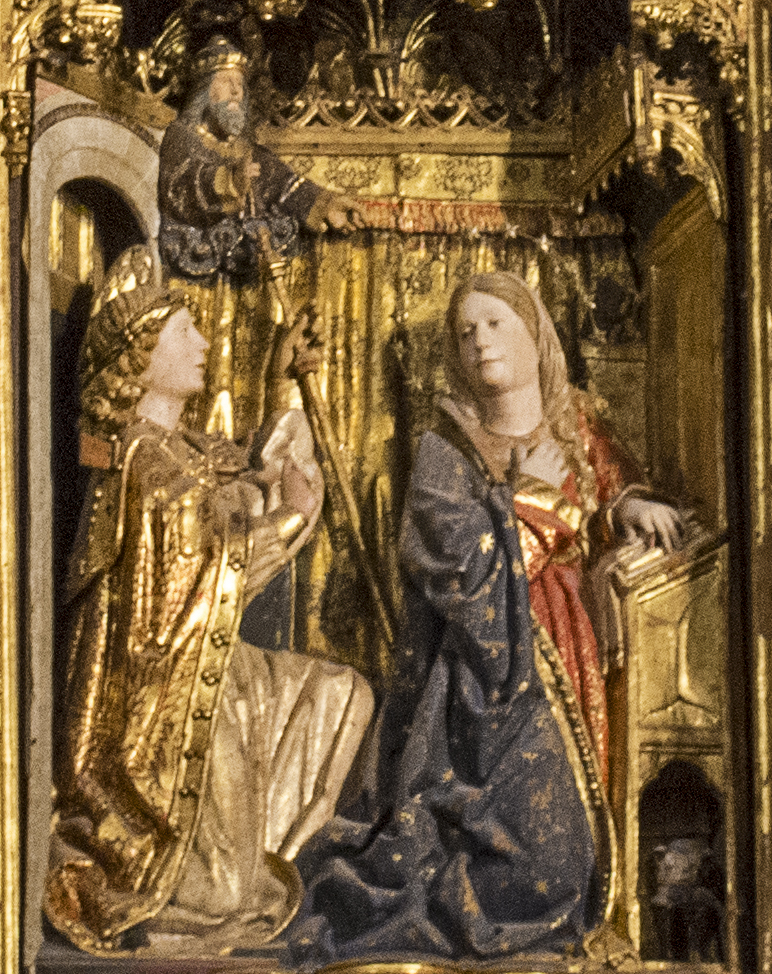
Anunciación (31)
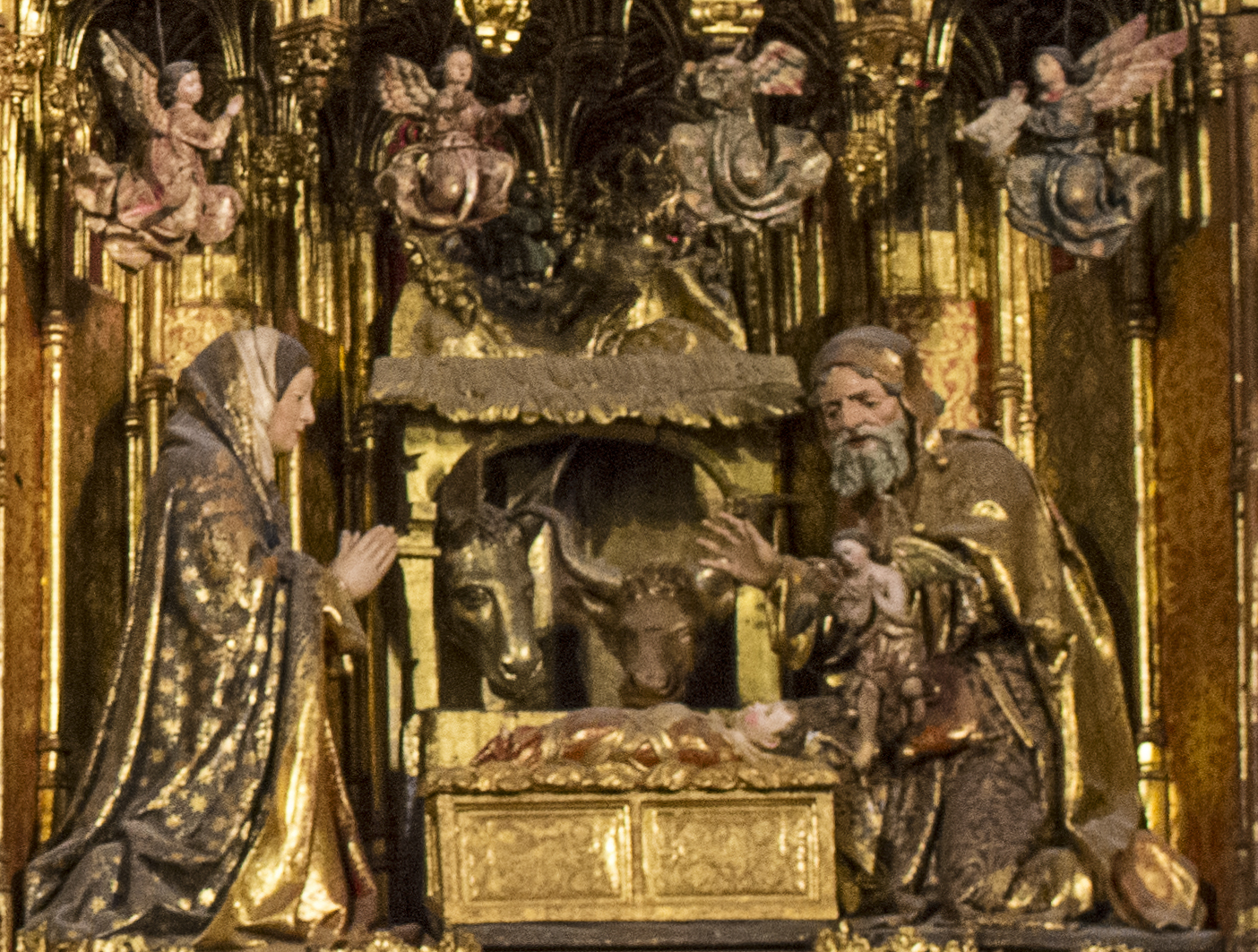
Nacimiento de Jesús (32)